# Cugir
Cugir est une ville du județ d'Alba, en Roumanie. Sa population s'élevait à 20 119 habitants en 2011.

## Géographie
Cugir est située à 30 km au sud-ouest d'Alba Iulia, à 59 km à l'ouest de Sibiu et à 265 km au nord-ouest de Bucarest.

## Histoire
Pendant la période communiste, la ville de Cugir abritait des arsenaux qui produisaient des AI, des AK-47 de fabrication roumaine.

## Démographie
Recensements ou estimations de la population :
Lors du recensement de 2011, 88,81 % de la population se déclarent roumains 3,14 % roms (6,88 % ne déclarent pas d'appartenance ethnique et 1,15 % déclarent appartenir à une autre ethnie).

## Politique
| Parti | Parti                                      | Sièges |
| ----- | ------------------------------------------ | ------ |
|       | Parti national libéral (PNL)               | 11     |
|       | Parti social-démocrate (PSD)               | 7      |
|       | Alliance des libéraux et démocrates (ALDE) | 1      |